# L'Âge ardent
Pour plus de détails, voir Fiche technique et Distribution.
L'Âge ardent (Fast Life) est un film américain en noir et blanc réalisé par John Francis Dillon, sorti en 1929.

## Synopsis
Un homme est jugé et condamné à mort pour le meurtre d'un homme qui avait flirté avec sa femme. Cependant, il s'avère qu'il est innocent et que le vrai tueur a des liens étroits avec un puissant politicien.

## Fiche technique
- Titre français : L'Âge ardent
- Titre original : Fast Life
- Réalisation : John Francis Dillon
- Scénario : John F. Goodrich, d’après la pièce Fast Life de Samuel Shipman et John B. Hymer (1928)
- Société de production : First National Pictures
- Société de distribution : Warner Bros.
- Photographie : Faxon M. Dean
- Montage : Ralph Holt
- Pays de production :  États-Unis
- Langue d'origine : anglais
- Genre : Drame
- Format : noir et blanc - Aspect Ratio: 1.37:1 - Son : Mono (Vitaphone)
- Durée : 80 min
- Dates de sortie : 
  - États-Unis :  1er septembre 1929
  - France : 10 avril 1931

## Distribution
- Douglas Fairbanks Jr. : Douglas Stratton
- Loretta Young : Patricia Mason Stratton
- William Holden : le gouverneur
- Frank Sheridan : Warden
- Chester Morris : Paul Palmer
- Ray Hallor : Rodney Hall
- John St. Polis : Andrew Stratton
- Purnell Pratt : Berton Hall

## Source
- L'Age ardent sur EncycloCiné